# 薫明堂
株式会社薫明堂（くんめいどう）は文化年間（1804年〜1818年）に創業、大阪府堺市堺区に本社を置く線香の製造企業である。

## 会社概要
1810年頃（文化年間）に創業、1968年（昭和43年）に大塚薫明堂から株式会社薫明堂を設立する。伽羅、沈香、白檀等の天然素材を配合した高級線香を製造する。

## 主要ブランド
- 零陵香
  - 沈香零陵香
  - 新特撰零陵香
  - 特撰零陵香
- 天智
- 飛鳥
- 月待ち雲